# АС-12

Возможный внутренний вид

АС-12 (по некоторым источникам АС-31), известная также как «Лошарик» — российская сверхсекретная глубоководная атомная подводная лодка (по официальной российской военно-морской классификации — атомная глубоководная станция), не несущая вооружения и способная погружаться, по некоторым данным, на глубину до 6000 метров (практически было продемонстрировано погружение аппарата на глубину до 3000 метров).
В 2015 году эксперты НАТО в своих аналитических материалах пришли к выводу, что такие российские глубоководные АПЛ, как АС-12, способные находиться на океанском дне большей части мирового океана, могут быть модернизированы в «субмарину на колёсах», способную передвигаться по морскому дну. Как отмечают эксперты, это фактически исключает возможность обнаружения таких аппаратов акустическими и магнитометрическими средствами, поэтому такой аппарат может незаметно подбираться к охраняемым объектам и осуществлять внезапное нападение. Эксперты отмечают, что выдвижные колёса реализованы на американском аппарате NR-1, который можно считать аналогом АС-12 с меньшей глубиной погружения.

## Назначение

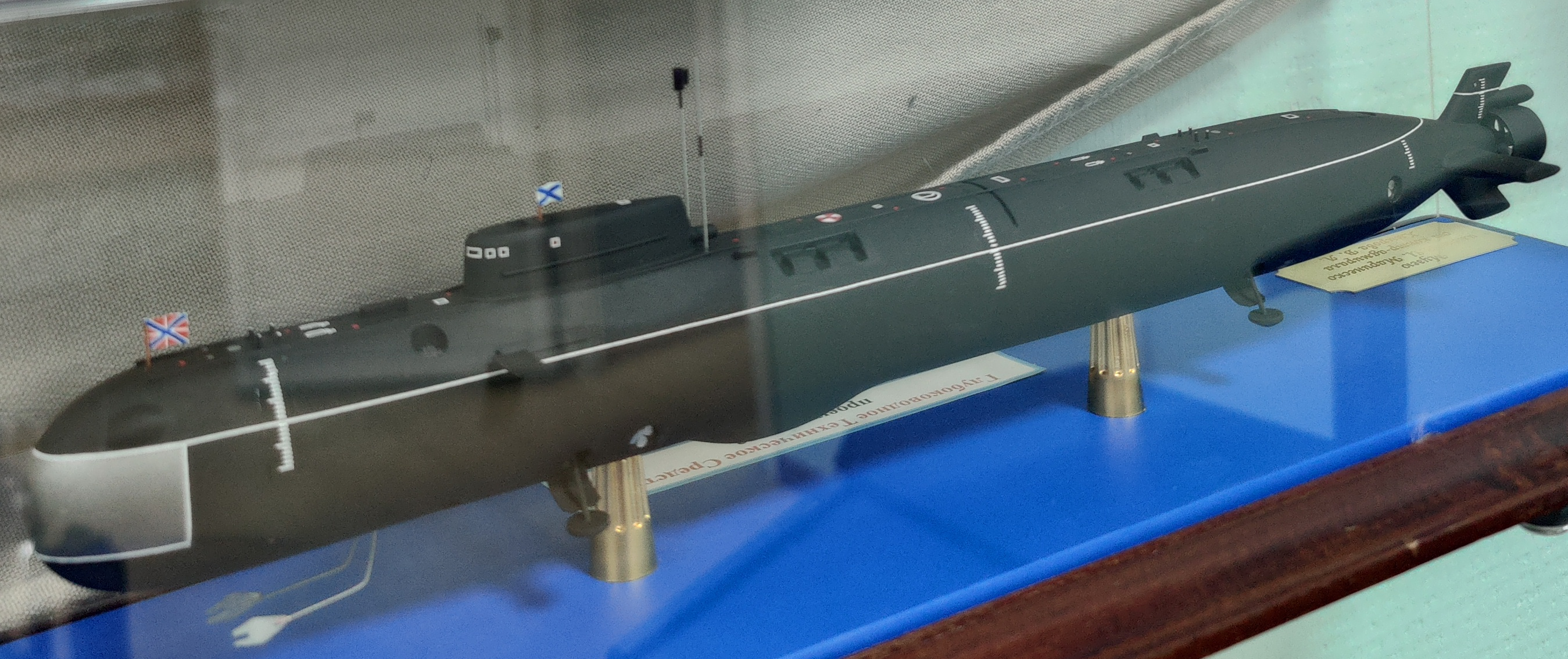
Макет в Музее истории подводных сил имени Маринеско

По утверждениям специалистов «Севмаша», по внешнему виду «Лошарика» ничего нельзя сказать о заложенных в проекте этой субмарины возможностях. По данным открытых источников, силовой установкой подлодки является малогабаритный атомный реактор. О наличии вооружения в базовом проекте сведения отсутствуют.
По мнению военных обозревателей, «Лошарик» — едва ли не самая неуязвимая и бесшумная подлодка российского флота. На определённой скорости и глубине она может быть практически необнаружимой для гидроакустических систем потенциального противника, что позволяет ей решать самые сложные задачи во всей акватории мирового океана. После похода АС-12 прошёл восстановительный ремонт в цехе № 42 «Севмаша». «Лошарику» исправили деформации корпуса, вызванные давлением на больших глубинах, а также провели незначительный ремонт и проверили работу ряда механизмов.
В январе 2015 года в российской версии журнала «Top Gear» опубликована первая качественная фотография АС-12. Подводная лодка была случайно сфотографирована во время фотосессии автомобиля на берегу Белого моря.

## Конструкция
Прочный корпус подлодки — полисферический, то есть собран из нескольких шарообразных отсеков (реализован принцип батисферы), изготовленных из титана и расположенных внутри удлинённого лёгкого корпуса «классической» формы. Благодаря этому прочный корпус способен выдерживать давление воды на очень больших глубинах. Своё название лодка получила от героя мультфильма — лошадки из шариков.
Носителем «Лошарика» могут являться атомные подводные лодки специального назначения БС-136 «Оренбург», БС-64 «Подмосковье» и БС-329 «Белгород».

## История
Атомная глубоководная станция проекта 10831, шифр «Калитка», заводской номер 210 (в некоторых источниках номер 210 указывается как номер проекта АГС), была разработана конструкторами КБ «Малахит» в 1980-е годы. Главный конструктор проекта — генеральный конструктор глубоководных технических средств, Герой России Ю. М. Коновалов. Проект 10831 стал дальнейшим развитием атомных глубоководных станций проектов 1910 «Кашалот» и 1851 «Палтус». Строительство подводной лодки велось с 1988 года. В 1990-е годы в связи с нехваткой финансирования и отказа от концепции проведения операций спецназначения строительство было законсервировано, а в начале 2000-х годов возобновлено.
Разработка и строительство подводной лодки велись в условиях повышенной секретности. Число занятых на строительстве подлодки рабочих и инженеров жёстко регламентировалось на протяжении 15 лет, ушедших на её создание.
Подводная лодка, которой был присвоен тактический номер АС-12, была выведена со стапеля цеха № 42 завода «Севмаш» 13 августа 2003 года. На торжественной церемонии, посвящённой этому событию, присутствовал Главком ВМФ В. И. Куроедов и представители КБ «Малахит». Спустя три дня был произведён спуск подлодки на воду.
В конце сентября 2012 года подводная лодка приняла участие в исследовательской экспедиции «Арктика-2012», в ходе которой на протяжении 20 суток занималась сбором грунта и образцов породы на глубине 2500—3000 метров для специальных операций различного характера.

### Пожар 1 июля 2019 года

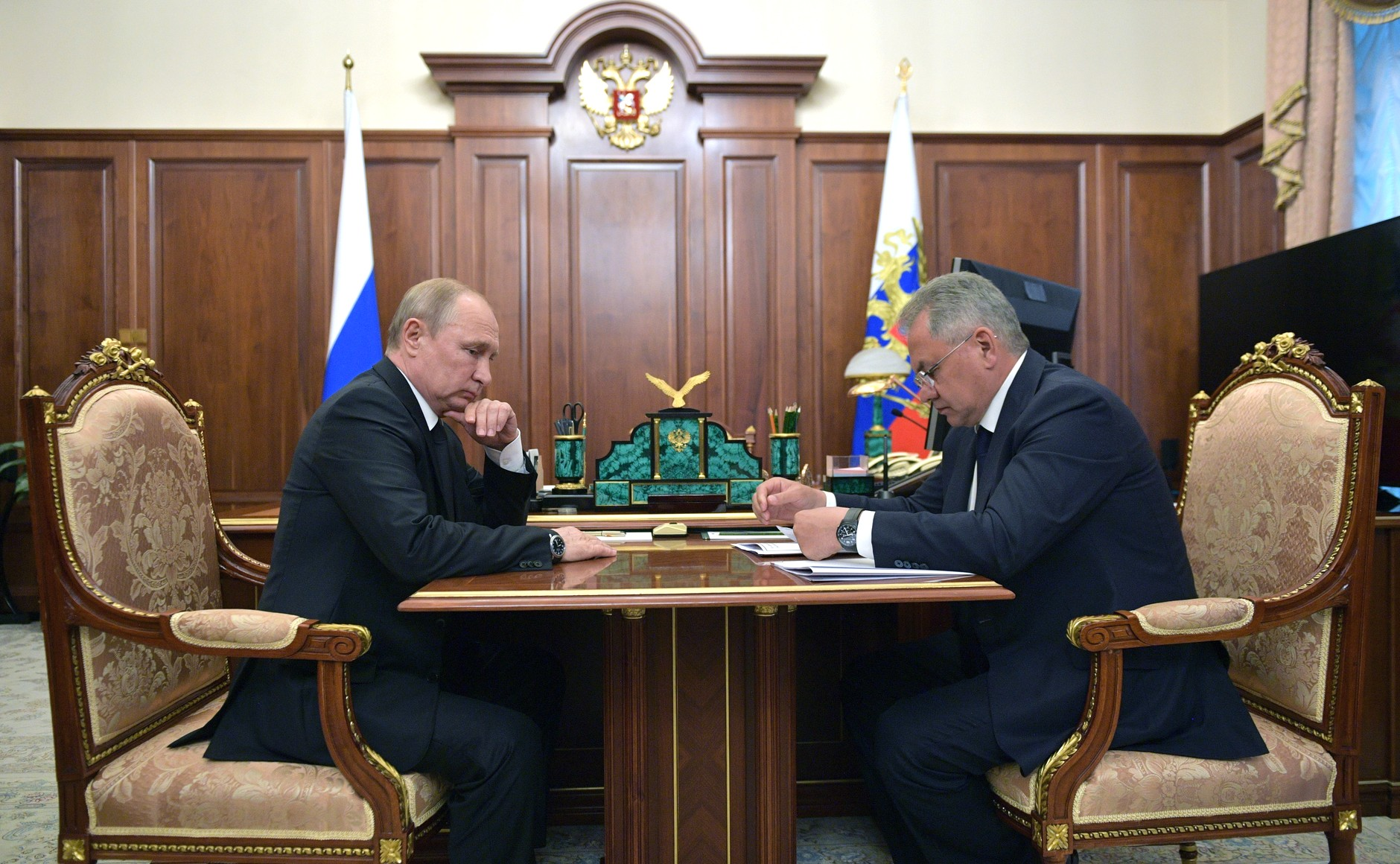
Министр обороны докладывает Верховному Главнокомандующему об аварии на подлодке. Москва, Кремль, 2 июля 2019 года

Памятник в центре захоронения на Серафимовском кладбище

1 июля 2019 года на атомной глубоководной станции АС-31 «Лошарик», находившейся на полигоне боевой подготовки Северного флота в районе Кольского залива Баренцева моря, произошло возгорание, которое привело к гибели 14 моряков-подводников — семи капитанов 1-го ранга, трёх капитанов 2-го ранга, подполковника медицинской службы, двух капитанов 3-го ранга и капитан-лейтенанта. Среди погибших было два Героя Российской Федерации. Официально объявлено, что возгорание произошло в ходе проведения измерений рельефа дна. Согласно сообщению Минобороны России, подводники погибли в результате отравления продуктами горения.
По данным министра обороны генерала армии Сергея Шойгу, возгорание произошло в аккумуляторном отсеке. Ядерная энергетическая установка не пострадала, а саму подлодку отремонтируют в кратчайшие сроки.
Все погибшие проходили службу в войсковой части 45707 в Петергофе.

### Продолжение службы
Летом 2024 года, через 4 года после пожара, АС-12 выйдет на испытания после завершения ремонта. На лодке перезагружена активная зона реактора, установлено новое навигационное, гидроакустическое и специальное оборудование.

### Упоминание в массовой культуре
АС-12 под именем "Лошарик" упоминается в фильме «Миссия невыполнима: Финальная расплата» (2025) как одна из субмарин, находящихся на вооружении Тихоокеанского Флота ВМФ России.